# Harry Nilsson (fotbollsspelare)
Harry Valfrid Nilsson, född 5 januari 1916 i Landskrona, död 2 februari 1993 i Råsunda församling, Solna, var en svensk fotbollsspelare. Han var högerback i Landskrona Bois och värvades till AIK 1942. Han spelade 167 allsvenska matcher för AIK, 143 allsvenska matcher för Landskrona, och 34 landskamper.
Nilsson hade två bröder, John ("Tjodde") och Arne, vilka också var allsvenska fotbollsspelare i Landskrona BoIS. John spelade över 600 matcher för BoIS.
Harry Nilsson är gravsatt i minneslunden på Solna kyrkogård.